# Andropogoneae
Tribu
Les Andropogoneae sont une tribu de plantes monocotylédones de la famille des Poaceae, sous-famille des Panicoideae.
Cette tribu regroupe environ 1200 espèces rattachées à 90 genres, distribués principalement dans les régions tropicales et subtropicales.
Elle comprend notamment des plantes cultivées très importantes, telles que le maïs, la canne à sucre et le sorgho.  
Toutes les espèces de cette tribu présentent une photosynthèse en C4, ce qui les rend compétitives dans des conditions de chaleur et de fort éclairement
La tribu des Andropogoneae est classée dans la super-tribu des Andropogonodae avec son groupe frère des Arundinelleae. 
Elle est subdivisée en 12 sous-tribus, mais la position de plusieurs genres dans ces sous-tribus est encore incertaine ( incertae sedis ). 
L'hybridation a probablement joué un rôle important dans l'évolution des Andropogoneae et la systématique de la tribu n'est pas encore complètement établie.

## Liste des sous-tribus et genres
Selon Soreng et al. (2015) :
Non classés (Incertae sedis)
- Apluda
- Chrysopogon (syn. Vetiveria)
- Eriochrysis (syn. Leptosaccharum)
- Imperata
- Phacelurus (syn. Thyrsia)
- Pogonatherum
- Spathia
- Spodiopogon (syn. Eccoilopus)
- Thelepogon
- Tripidium

Sous-tribu des Andropogoninae
- Andropogon (syn. Hypogynium)
- Bhidea
- Diectomis
- Diheteropogon
- Hyparrhenia
- Schizachyrium

Sous-tribu des Anthistiriinae
- Agenium
- Anadelphia
- Bothriochloa
- Capillipedium
- Clausospicula
- Cymbopogon
- Dichanthium
- Elymandra
- Exotheca
- Heteropogon
- Hyperthelia
- Iseilema
- Monocymbium
- Parahyparrhenia
- Pseudanthistiria
- Themeda

Sous-tribu des Arthraxoninae
- Arthraxon

Sous-tribu des Chionachninae
- Chionachne
- Polytoca
- Sclerachne
- Trilobachne

Sous-tribu des Coicinae
- Coix

Sous-tribu des Dimeriinae
- Dimeria

Sous-tribu des Germainiinae
- Apocopis
- Germainia
- Trachypogon

Sous-tribu des Ischaeminae
- Andropterum
- Ischaemum
- Kerriochloa
- Pogonachne
- Triplopogon
- Sehima

Sous-tribu des Rottboelliinae
- Chasmopodium
- Elionurus
- Eremochloa
- Glyphochloa
- Hemarthria
- Heteropholis
- Lasiurus
- Loxodera
- Manisuris
- Mnesithea (syn. Coelorachis, Hackelochloa)
- Ophiuros
- Oxyrhachis
- Ratzeburgia
- Rhytachne
- Rottboellia
- Thaumastochloa
- Urelytrum
- Vossia

Sous-tribu des Saccharinae
- Erianthus
- Eulalia
- Eulaliopsis
- Homozeugos
- Lophopogon
- Microstegium (syn. Ischnochloa)
- Miscanthus (syn. Diadranthus, Rubomons, Triarrhena)
- Miscanthidium
- Narenga
- Polliniopsis
- Polytrias
- Pseudopogonatherum
- Pseudosorghum
- Saccharum (canne à sucre)
- Sclerostachya
- Veldkampia

Sous-tribu des Sorghinae
- Asthenochloa
- Euclasta (syn. Indochloa)
- Hemisorghum
- Pseudodichanthium
- Sorghastrum
- Sorghum (syn. – Cleistachne, Sorgho, Vacoparis)

Sous-tribu des Tripsacinae
- Tripsacum
- Zea (maïs et téosinte)

## Synonymes
Selon Soreng et al  :  
- Sacchareae Dumort. [1824],
- Coiceae Nakai [1943],
- Euchlaeneae Nakai [1943],
- Imperateae Godr. & Gren. [1855],
- Maydeae Dumort. [1824, nom. illeg.],
- Ophiureae Dumort. [1824],
- Rottboellieae Kunth [1829],
- Sacchareae Rchb. ex Horan. [1847, sous le nom de Saccharinae],
- Tripsaceae C.E. Hubb. ex Nakai [1943],
- Zeeae Rchb. [1828, non classé],
- Zeeae Nakai [1943])